# Tab (álbum)
Tab (también conocido como Tab 25 o 25 Tab) es el segundo EP de la banda estadounidense de hard rock Monster Magnet, lanzado en 1991. Se lanzó originalmente a través de Glitterhouse Records, y fue reeditado en 1993 debido al éxito de ventas del álbum debut de la banda. En la portada aparece el texto "MONSTERMAGNET 25............tab"; no obstante, el sitio web oficial de la banda se refiere a él como "TAB".

## Lista de canciones
1. "Tab..." – 32:14
2. "25 / Longhair" – 12:28
3. "Lord 13" – 4:09

en algunas versiones de Caroline Records
1. "Untitled (Murder)" – 3:38
2. "Untitled (Tractor)" – 3:25

reedición de 2006
1. "Spine of God (Live)" - 7:25

Algunas versiones de Caroline Records incluyen las canciones "Murder" y "Tractor", sacados del primer EP de la banda, Monster Magnet, como pistas ocultas. La reedición de 2006 añade la versión en directo de "Spine of God".

## Personal
- Dave Wyndorf – vocals, guitar
- John McBain – guitar
- Tom Diello – drums
- Tim Cronin - bass, additional vocals